# Humor a l'antiga Grècia
L'humor a l'antiga Grècia comprèn totes les manifestacions artístiques i populars que pretenien fer riure l'espectador.

## Acudits
Els acudits eren freqüents entre els grecs, tot i que no es conservin gaires exemples a causa del seu caràcter oral i efímer. La majoria estaven basats en jocs de paraules, com prova la compilació anomenada Philogelos del segle x, que recull acudits antics. Hipòcrates assenyalava els beneficis terapèutics de riure.

## Comèdies
La comèdia grega és un gènere teatral que va sorgir amb propòsits humorístics. Hi apareixien personatges ridículs, que representen els arquetips dels defectes socials i barrejaven acudits i sobreactuacions. Posteriorment la comèdia va esdevenir un gènere determinat per l'estil menys elevat que la tragèdia i pel final feliç, amb altres elements apart de la comicitat, però el caràcter humorístic va restar associat a aquestes obres. Se'n van exportar modernament a altres alguns secundaris còmics que podien actuar com a contrapunt de la gravetat del destí de l'heroi. Aristòtil va assenyalar que a través de la catarsi el públic reia amb les comèdies mentre assumia el seu missatge crític.

## Humor visual
Hi ha gerros, àmfores i altres peces de ceràmica grega que contenen acudits visuals, des de caricatures fins a posicions ridícules durant l'acte sexual, representacions d'actes còmics o errades o l'aparició de persones nobles en un context irreverent.